# حياة النفس في حضرة القدس (كتاب)
حياة النفس في حضرة القدس كتاب من تأليف رجل الدين الشيعي أحمد بن زين الدين الأحسائي - رأس الفرقة الشيخية - في أصول الدين، قسّمها على مقدمة وخمسة أبواب وخاتمة، فأفرد لكل أصلٍ من الأصول باباً، وهذه الأصول عند الشيعة الإمامية هي التوحيد والعدل والنبوة والإمامة والمعاد، وأما الخاتمة الملحقة بآخر الكتاب فهي حول عقيدة الرجعة.

## كتب مرتبطة
أُلف الكتاب بالعربية، ثم ترجمه كاظم الرشتي إلى الفارسية، كما ترجمه للفارسية ترجمة أخرى حسن العظيم آبادي، وهذا الأخير من تلامذة الرشتي وكان من أوائل مبلغي الشيخية ودعاتهم في الهند. ومن الشروح على الكتاب؛ شرح لإبراهيم عبد الجليل وكان من تلامذة الأحسائي والرشتي، وكذلك شرح لعبد الجليل الأمير، وهو أحد مبلغي الشيخية المعاصرين، وكتب عبد الرسول الإحقاقي تقريظاً على هذا الشرح الأخير.